# Jurumeña
Jurumeña (en portugués y oficialmente, Nossa Senhora do Loreto de Juromenha) era una freguesia portuguesa del municipio de Alandroal, distrito de Évora.

## Geografía
Situado en el extremo nordeste del municipio de Alandroal, la freguesia de Jurumeña tenía como vecinas la freguesia de São Brás dos Matos al sur y el oeste, los municipios de Vila Viçosa al noroeste, Elvas al norte y el municipio español de Olivenza, al sureste. Era la freguesia más pequeña del municipio en extensión, población y densidad demográfica.

## Historia

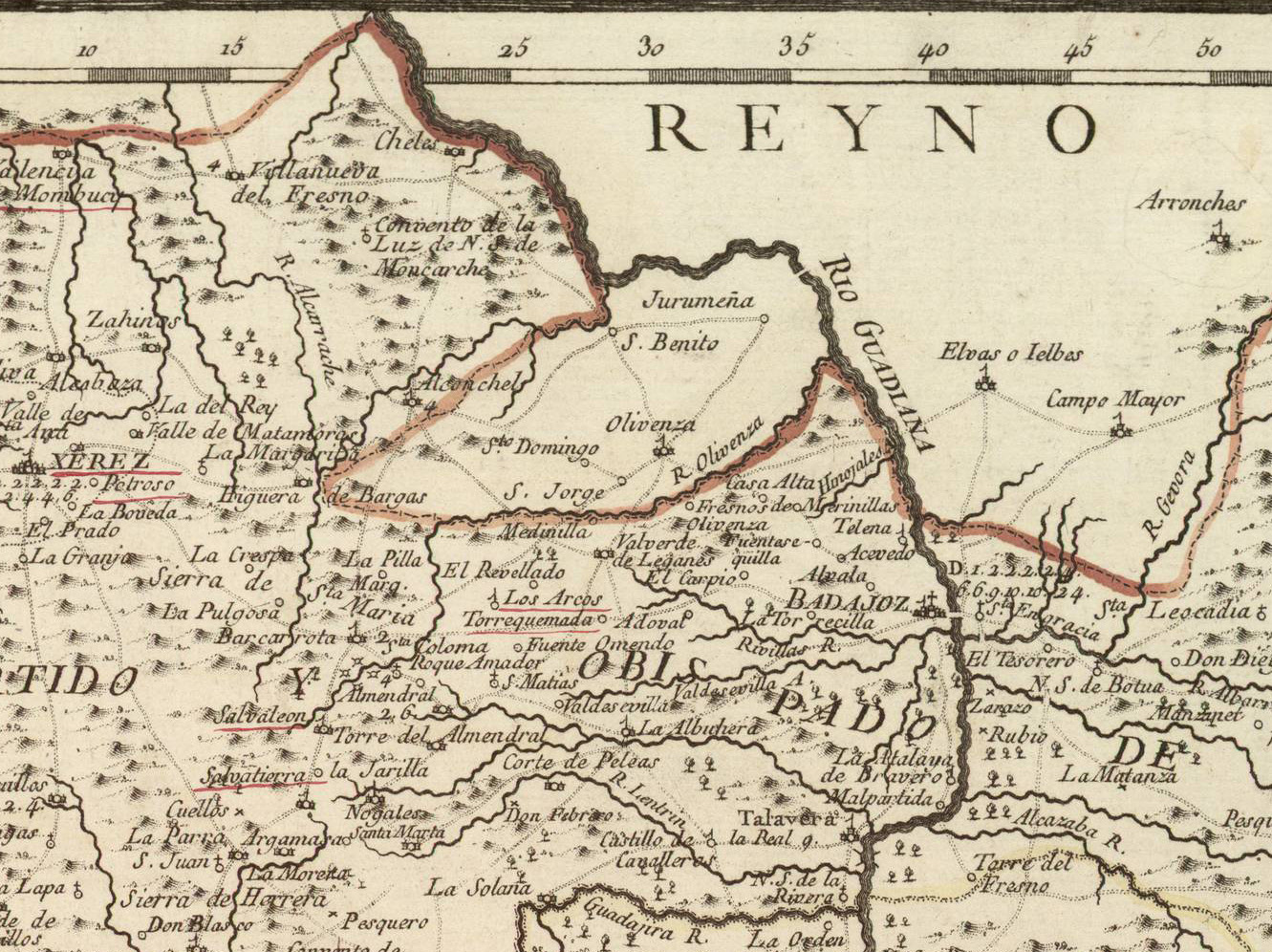
Mapa de 1766, orientado con el oeste arriba, donde aparece Jurumeña.

Jurumeña tiene un origen antiguo, actuando como centinela del río Guadiana que discurre a sus pies.
Fue conquistada por los árabes (entonces con el nombre de Julumaniya, y que por una lectura impropia del árabe fue transcrita por algunos historiadores como Chelmena) y por el rey Alfonso Enríquez en 1167. Posteriormente pasó a los dominios de la Orden de Avis, a quien fue donada por el rey Sancho I. En ella se produjeron acontecimientos importantes durante la Guerra de Restauración portuguesa del siglo XVII y la Guerra Peninsular del siglo XIX.
Jurumeña fue la sede de un municipio disuelto con la reorganización territorial de 1836, del que formaban parte las freguesias de Jurumeña y de São Brás dos Matos. En 1801 tenía 823 habitantes. Pertenecía al municipio y a la freguesia de Jurumeña la localidad de Vila Real (situada al otro lado del río Guadiana, que pertenece desde 1801 a España, integrada en el municipio de Olivenza).
Formó parte de la diócesis de Elvas hasta 1882, en que fue disuelta.
Tras su anexión al municipio de Alandroal, Jurumeña inició un proceso de declive, acentuado durante la década de 1920 cuando la población abandonó por completo el espacio intramuros del castillo y la fortaleza, desarrollándose los arrabales en torno a la ermita de San Antonio, que actualmente es el núcleo fundamental de la villa.
Fue suprimida el 28 de enero  de 2013, en aplicación de una resolución de la Asamblea de la República portuguesa promulgada el 16 de enero de 2013 al unirse con las freguesias de Nossa Senhora da Conceição (Alandroal) y São Brás dos Matos, formando la nueva freguesia de Alandroal, São Brás dos Matos e Juromenha.

## Patrimonio histórico
- Castillo de Jurumeña